# Canton de Belfort-Nord
Le canton de Belfort-Nord était un canton français, situé dans le département du Territoire de Belfort et la région Franche-Comté.

## Histoire
Le canton est créé par le décret du 9 août 1967 scindant le canton de Belfort.
Il est supprimé par le décret du 13 février 2014 lors du redécoupage cantonal de 2014.

## Représentation
| Période | Période | Identité                   | Étiquette    | Qualité                                                                                           |
| ------- | ------- | -------------------------- | ------------ | ------------------------------------------------------------------------------------------------- |
| 1967    | 1979    | Émile Géhant               | SFIO puis PS | Avoué, avocat, maire de Belfort (1977-1983) Président du Conseil général (1967-1970 et 1976-1977) |
| 1979    | 1985    | Gilbert Walter (1924-2017) | PS           |                                                                                                   |
| 1985    | 1992    | Denis Allimant             | PS           | Chef d'entreprise à Belfort                                                                       |
| 1992    | 1998    | Lionel Courbey             | UDF          | Responsable d'agence mutualiste, Belfort                                                          |
| 1998    | 2011    | Jean-Claude Chérasse       | PS           | Professeur, conseiller municipal de Belfort Vice-Président du Conseil Général                     |
| 2011    | 2015    | Marie-José Fleury          | PS           | Commerçante Ancienne conseillère municipale de Belfort                                            |

## Pour approfondir